# Elaver cubana
Elaver cubana là một loài nhện trong họ Clubionidae.
Loài này thuộc chi Elaver. Elaver cubana được Carl Friedrich Roewer miêu tả năm 1951.